# Кордюм Арнольд Володимирович
Корд́юм Арнóльд (Андрій) Волод́имирович (нар. 13 липня 1890, Станіслав — пом. 29 серпня 1969, Київ) — радянський український актор, кінорежисер, сценарист, мемуарист. Ветеран українського кіно. Член Спілки кінематографістів України.

## Життєпис
Народився 13 липня 1890 р. в м. Станіслав (Австро-Угорщина). Учасник Першої, Громадянської і Другої світової війни. Член КПРС з 1917 р.
У 1921—1922 рр. — актор Пересувного театру «Каменярі» при Київському цукротресті.
В кіно з 1923 року. У 1924 р. призначений ідеологічним директором Ялтинської кінофабрики ВУФКУ.
Опублікував книгу спогадів «Минуле, яке лишається з нами» (К., 1965).
Помер 29 серпня 1969 р. в Києві.

## Творчість

Постер до фільму «Вітер з порогів»

В 1911 році працював асистентом Данила Сахненка на масштабному фільмі «Запорізька січ».
Самостійну режисерську діяльність розпочав 1925 р. на Одеській кінофабриці, де створив фільми: «За лісом» (1926), «Справа № 128/с» (1927), «Напередодні» (1928, за власним сценарієм у співавторстві з М. Княжанським).
На Київській кіностудії за сценаріями, що були написані ним з різними авторами, поставив кінокартини: «Джальма» (1928), «Вітер з порогів» (1929), «Дніпро в Бетоні» (1930),«Мірабо» (1930), «Полум'я гір» (1931), «Останній порт» (1934).
В 1935—1940 рр. працював на Ташкентській кіностудії «Узбекфільм», а потім — на «Укркінохроніці» і «Київнаукфільмі», створивши стрічки: «Колгоспні таланти» (1940), «Асканія-Нова» (1947), «В дружбі з наукою» (1948), «Соняшник» (1949), «Слюсарні операції» (1953), «Паровоз» (1955), де він скрізь автор-режисер.

## Родина
Дружина Лідії Островська-Кордюм — українська актриса, режисер-документаліст. Заслужений діяч мистецтв УРСР (1960).
Син Кордюм Віталій Арнольдович — український генетик та мікробіолог.